# Ookla
Ookla — заснована в 2006 році компанія, серед продуктів якої Speedtest.net і Downdetector, має штаб-квартиру в Сіетлі, штат Вашингтон, США, з офісами в Мемфісі, штат Теннессі, і Дубліні, Ірландія. Придбана Ziff Davis у 2008 році.

## Знакові дати
- 2006 рік — Заснування Ookla
- 2014 рік — Ookla приєдналася до Ziff Davis
- 2018 рік — Придбання Downdetector[4] і Mosaik[5].

- 2019 рік — Придбання програмного забезпечення FESIQ Virtual Benchmark (VBM)[6].
- 2020 рік — Придбання Spatialbuzz[7].
- 2021 рік — Придбання Solutelia[8] та RootMetrics[9].

## Управління
- Даг Саттлз — співзасновник і генеральний директор.
- Шивані Йорк — головний операційний директор.
- Люк Дерікс — головний технічний директор.
- Шон Гейдел — головний інспектор з доходів.
- Чіп Стрендж — директор зі стратегії.
- Джеймі Стівен — директор з інновацій.

## Придбання
- 2018 — Mosaik
- 2018 — Downdetector
- 2019 — FESIQ Virtual Benchmark (VBM)
- Spatial
- 2021 — Solutelia
- 2021 — RootMetrics